# Igreja Presbiteriana do Vietnã
A Igreja Presbiteriana do Vietnã  (IPV) - em inglês Presbyterian Church of Vietnam - é uma denominação presbiteriana, estabelecida no Vietnã em 1968. Em 1975, no final da Guerra do Vietnã, a denominação deixou de funcionar. Todavia, foi refundada em 1998 e reconhecida pelo governo do Vietnã em 2008.

## História
A Igreja Presbiteriana do Vietnã foi fundada em 1968, por missionários da Igreja Presbiteriana (EUA). Todavia, após o fim da Guerra do Vietnã, vários grupos religiosos enfrentaram perseguição religiosa no país e a denominação foi desconstituída.
Em 1998, a igreja foi refundada por pastores vietnamitas e reconhecida pelo Governo do Vietnã em 2008. Ainda assim, em 2015, a denominação relatou sofrer perseguição religiosa por parte de autoridades locais.
Em 2015, tinha cerca de 17.000 membros.

## Relações Intereclesiásticas
A denominação é membro da Comunhão Mundial das Igrejas Reformadas e da Aliança Evangélica do Vietnã.